# Język estoński
Język estoński (est. eesti keelⓘ, wym. [eːs.ti ˈkeːl]) – język należący do podgrupy języków bałtycko-fińskich, w grupie fińskiej zaliczanej do podrodziny ugrofińskiej w rodzinie uralskiej.
Językiem tym posługuje się około 1,1 mln osób – przede wszystkim w Estonii (gdzie ma status urzędowego). Blisko spokrewniony jest z językiem fińskim oraz językiem võro, klasyfikowanym niegdyś jako dialekt w obrębie estońszczyzny. Najbliższym jednak jego krewnym z punktu widzenia klasyfikacji genetycznej jest język wotycki, używany przez 21 osób w Rosji. 
Jedną z bardziej charakterystycznych i odróżniających język estoński od innych języków cechą, która powoduje duże zainteresowanie wśród językoznawców, jest występowanie krótkich, długich i hiperdługich fonemów, jak np. /toto/, /toˑto/ oraz /toːto/.

## Język państwowy

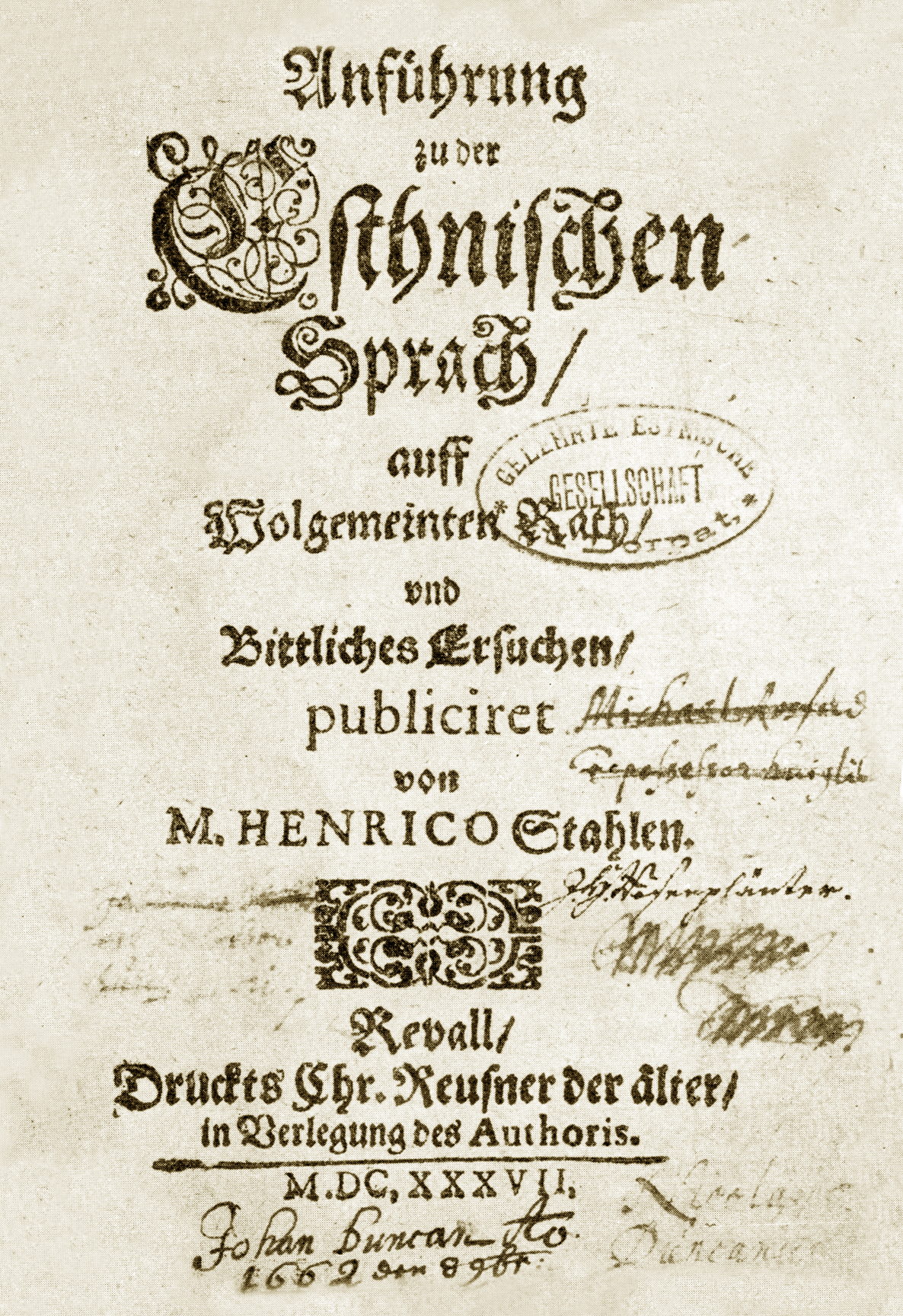
Książka „Estońska gramatyka” z 1637 r., autor: Heinrich Stahl

Kas siis selle maa keel

Laulutuules ei või

Taevani tõustes üles

Igavikku omale otsida?
Po polsku:
Czy nie mógłby język

Unosząc się w niebiosa

W wietrze zaklęć

Szukać nieskończoności?

Ten wiersz został zinterpretowany jako wyrażenie pragnienia, aby język estoński został ustanowiony językiem narodowym. Kristjan Jaak Peterson (1801–1822) był pierwszym studentem na wówczas niemieckojęzycznym Uniwersytecie w Tartu, który przyznał się do swojego estońskiego pochodzenia i powszechnie się uważa, że przyczynił się do powstania narodowej literatury estońskiej oraz rozwoju współczesnej estońskiej poezji. Jego urodziny 14 marca są świętowane w Estonii jako Dzień Języka Ojczystego.
W wyniku dominacji Danii, Niemiec, Szwecji i następnie Rosji, od Krucjat Północnych w XIII wieku do 1918 roku nie powstało wiele utworów literackich. Pisanie po estońsku stało się powszechne dopiero w XIX wieku, kiedy rozprzestrzeniła się idea oświeceniowa.
Po zakończeniu wojny estońsko-bolszewickiej estoński został uznany za język państwowy, dlatego że Estonia powstała jako nowy niezależny kraj. Kiedy została zaatakowana i okupowana przez Związek Radziecki podczas II wojny światowej, wraz z językiem rosyjskim estoński stał się jednym z dwóch języków narodowych. W drugiej połowie lat 70. XX w. problem dwujęzyczności nasilił się w dużej mierze. Dzieci uczono już od przedszkola języka rosyjskiego, uznając go za język „przyjaźni narodów”. Pomimo faktu że wówczas nauka estońskiego była obowiązkowa, uważano ją za całkowicie niepotrzebną. Podczas okresu Pierestrojki w czerwcu 1989 roku, kiedy rozpadł się Związek Radziecki, na nowo uznano język estoński za narodowy, z racji tego że ponownie powstała niepodległa republika Estonii.

## Literatura estońska
Najstarsze zapisy języka estońskiego datuje się na wiek XIII. Originates Livoniae w Kronice Henryka Łotysza zawiera nazwy różnych miejsc znajdujących się w Estonii, słowa oraz części zdań. Następnym z najstarszych utrwalonych zapisków dotyczących Estonii są tak zwane modlitwy Kullamaa datowane na 1524 i 1528 rok. W 1525 roku została wydrukowana pierwsza księga zapisana po estońsku. Była ona luterańskim manuskryptem, który nigdy nie dotarł w zasięg czytelników, gdyż został zniszczony bezpośrednio po publikacji. Kolejnym dziełem jest luterański katechizm datowany na 1535 rok, który został zapisany zarówno po niemiecku, jak i po estońsku podczas okresu reformacji. W 1637 roku wydrukowano w Niemczech spis gramatyczny do użycia dla księży. Nowy Testament przetłumaczono na południową odmianę języka w 1686 roku (na północną w 1715). Pisanie po estońsku stało się powszechne w XIX wieku w czasie estońskiego oświecenia, kiedy to Kristjan Jaak Peterson dał początek rdzennej literaturze poprzez pisanie patriotycznej i filozoficznej poezji.
Współcześnie za najbardziej znanych i najznamienitszych pisarzy estońskich uważa się Jaana Krossa i Jaana Kaplinskiego.

## Klasyfikacja
Estoński należy do grupy języków bałtycko-fińskich jako gałąź języków uralskich. Estoński jest blisko spokrewniony z językiem fińskim, używanym po drugiej stronie Zatoki Fińskiej i jest jednym z niewielu języków europejskich nienależących do pnia języków indoeuropejskich, pomimo tego że duży procent słownictwa pochodzi z języka niemieckiego, szwedzkiego, łotewskiego i rosyjskiego, które są językami indoeuropejskimi.
Język estoński ma bardzo silne wpływy germańskie (głównie z niemieckiego i szwedzkiego), około 30% wszystkich słów pochodzi z tych języków, w tym najwięcej z języka dolnoniemieckiego, uznawanego za język niezależny lub za odmianę języka niemieckiego.
Tak jak fiński i węgierski, język estoński jest językiem aglutynacyjnym, ale w przeciwieństwie do nich utracił harmonię samogłosek, choć w starych tekstach można się dopatrzyć jej istnienia.

## Alfabet estoński
Współczesny estoński język literacki powstał w XVII wieku. Do jego zapisu stosuje się pismo oparte na alfabecie łacińskim.
| A a | B b | C c | D d | E e | F f | G g |
| H h | I i | J j | K k | L l | M m | N n |
| O o | P p | R r | S s | Š š | Z z | Ž ž |
| T t | U u | V v | W w | Õ õ | Ä ä | Ö ö |
| Ü ü | X x | Y y |     |     |     |     |

Co prawda, te litery są używane w wyrazach obcych: C c, F f, Q q, Š š, Z z, Ž ž, W w, X x, Y y.

## Gramatyka

### Rzeczownik
W języku estońskim rzeczowniki nie posiadają rodzaju ani rodzajników i odmieniają się przez 14 przypadków, wśród których nie ma ani celownika, ani biernika. Przypadki liczby pojedynczej (z wyjątkiem mianownika oraz partytywu) oraz mianownik liczby mnogiej tworzone są przez dodanie odpowiedniej końcówki fleksyjnej do rdzenia, który stanowi forma dopełniacza liczby pojedynczej.
Pozostałe przypadki liczby mnogiej (z wyjątkiem partytywu) tworzone są przez dodanie odpowiedniej końcówki fleksyjnej do rdzenia, który stanowi forma dopełniacza liczby mnogiej.
Lista przypadków:
| Przypadek                         | Przykład (l. poj.)  | Końcówki       | Znaczenie (l. p)                | Przykład (l. mn.) |
| --------------------------------- | ------------------- | -------------- | ------------------------------- | ----------------- |
| nimetav (mianownik)               | rong                | ø              | pociąg                          | rongid            |
| omastav (dopełniacz)              | rongi               | ø              | pociągu                         | rongide           |
| osastav (czasem jako biernik)     | rongi               | -t, -d, -tt, ø | (część z) pociągu               | rongisid          |
| sisseütlev                        | rongisse            | -sse           | do pociągu                      | rongidesse        |
| seesütlev                         | rongis              | -s             | w pociągu                       | rongides          |
| seestütlev                        | rongist             | -st            | z pociągu                       | rongidest         |
| alaleütlev (czasem jako celownik) | rongile             | -le            | na pociąg/pociągowi             | rongidele         |
| alalütlev                         | rongil              | -l             | na/przy pociągu                 | rongidel          |
| alaltütlev                        | rongilt             | -lt            | od pociągu                      | rongidelt         |
| saav                              | rongiks; terviseks! | -ks            | (zmiana na) pociąg; na zdrowie! | rongideks         |
| rajav                             | rongini             | -ni            | (odległość do) pociągu          | rongideni         |
| olev                              | rongina             | -na            | jako pociąg                     | rongidena         |
| ilmaütlev                         | rongita             | -ta            | bez pociągu                     | rongideta         |
| kaasaütlev                        | rongiga             | -ga            | z pociągiem                     | rongidega         |

W pewnych utartych formach odnaleźć można co najmniej dwa dodatkowe przypadki: prolativus (kauduütlev / prolatiiv) odznaczający się końcówką -si lub -tsi oraz instructivus (viisiütlev / instruktiiv). Do tej kategorii niekiedy wlicza się exessivus (exessiiv) oraz lativus (latiiv). Przypadki te są jednak w zaniku i poza sporadycznymi przypadkami prolativusa nie tworzą one nowych wyrazów. Formy takie obecnie są zatem klasyfikowane zasadniczo jako przysłówki.
Przykłady:
- prolativus

käsitsi – ręcznie; küüsitsi – paznokciami; meritsi – przez morze, morzem;
maitsi – przez ląd, lądem; jäitsi – przez lód, lodem; teitsi – drogą; telefonitsi – przez telefon, telefonicznie; meilitsi – pocztą elektroniczną.
- instruktivus

jala – pieszo; purjuspäi – po pijanemu; paljapäi – z gołą głową; paljajalu – boso; kinnisilmi – z zamkniętymi oczyma; avasilmi, lahtisilmi – (z) otwartymi oczyma; pikisilmi – tęsknie, niecierpliwie; värisevi käsi – (z) drżącymi rękami.
- exessivus

kodunt – z domu; tagant – z/od tyłu; mant – z ziemi.

### Przymiotnik
Stopień wyższy przymiotników regularnych tworzy się przez dodanie końcówki „-m”, a najwyższy przez dodanie słowa „kõige” przed formą stopnia wyższego.
Przykład stopniowania regularnego przymiotnika „vana” i nieregularnego „hea”:
| Stopień równy | Stopień wyższy | Stopień najwyższy | Znaczenie |
| ------------- | -------------- | ----------------- | --------- |
| Vana          | Vanem          | Kõige vanem       | Stary     |
| Hea           | Parem          | Parim/kõige parem | Dobry     |

### Zaimek
W języku estońskim wyróżniamy 2 zapisy zaimków osobowych, z których dłuższa jest bardziej oficjalna, a krótsza stosowana w mowie codziennej.
Zaimkiem wskazującym jest wyraz „see” – „ten, ta, to”, a w liczbie mnogiej „need” – „ci, te”.
| Zaimek osobowy | Znaczenie | Zaimek dzierżawczy | Znaczenie |
| -------------- | --------- | ------------------ | --------- |
| Mina/ma        | Ja        | Minu/mu            | Mój       |
| Sina/sa        | Ty        | Sinu/su            | Twój      |
| Tema/ta        | On, ona   | Tema/ta            | Jego, jej |
| Meie/me        | My        | Meie/me            | Nasz      |
| Teie/te        | Wy        | Teie/te            | Wasz      |
| Nemad/nad      | Oni, one  | Nende              | Ich       |

### Czasownik
Bezokolicznik może mieć 2 końcówki „-ma” lub „-da”. Przykład: hakkama – zaczynać.
Po odjęciu końcówki bezokolicznika otrzymamy temat czasownika, który jest bardzo istotny w tworzeniu dalszych koniugacji.

#### Czas teraźniejszy
| Os. | Forma czasownika | Końcówka | Znaczenie  |
| --- | ---------------- | -------- | ---------- |
| Ma  | Hakkan           | -n       | Zaczynam   |
| Sa  | Hakkad           | -d       | Zaczynasz  |
| Ta  | Hakkab           | -b       | Zaczyna    |
| Me  | Hakkame          | -me      | Zaczynamy  |
| Te  | Hakkate          | -te      | Zaczynacie |
| Nad | Hakkavad         | -vad     | Zaczynają  |

Przeczenia tworzymy, dodając „ei” (nie) i pozostawiając sam temat czasownika.
Ma ei hakka – ja nie zaczynam.

#### Czas przeszły prosty
| Os. | Forma czasownika | Końcówka | Znaczenie   |
| --- | ---------------- | -------- | ----------- |
| Ma  | Hakkasin         | -sin     | Zacząłem    |
| Sa  | Hakkasid         | -sid     | Zacząłeś    |
| Ta  | Hakkas           | -s       | Zaczął      |
| Me  | Hakkasime        | -sime    | Zaczęliśmy  |
| Te  | Hakkasite        | -site    | Zaczęliście |
| Nad | Hakkasid         | -sid     | Zaczęli     |

Przeczenia tworzy się z „ei” i imiesłowową formą czasownika (końcówka „-nud”): ma ei hakanud – ja nie zacząłem.

#### Czas przeszło-teraźniejszy (ang.Present Perfect)
Buduje się go za pomocą odmiany czasownika „olema” (być) pełniącego funkcję operatora, oraz dodaniu imiesłowowej końcówki „-nud” do tematu czasownika.
| Os. | Forma czasownika |
| --- | ---------------- |
| Ma  | Olen hakanud     |
| Sa  | Oled hakanud     |
| Ta  | On hakanud       |
| Me  | Oleme hakanud    |
| Te  | Olete hakanud    |
| Nad | On hakanud       |

Przeczenia tworzymy z „ei ole” lub ze skróconą formą „pole”.

#### Czas zaprzeszły
Ma tę samą budowę co czas przeszło-teraźniejszy, lecz czasownik „olema” odmieniamy w czasie przeszłym.
Określa on czynność, która wydarzyła się przed inną czynnością w przeszłości.
| Os. | Forma czasownika | Znaczenie        |
| --- | ---------------- | ---------------- |
| Ma  | Olin hakanud     | Zacząłem był     |
| Sa  | Olid hakanud     | Zacząłeś był     |
| Ta  | Oli hakanud      | Zaczął był       |
| Me  | Olime hakanud    | Zaczęliśmy byli  |
| Te  | Olite hakanud    | Zaczęliście byli |
| Nad | Oli hakanud      | Zaczęli byli     |

Przeczenia tworzymy albo z „ei olnud” albo ze skróconą formą „polnud”.
Ma polnud hakanud – ja nie zacząłem był.

#### Czas przyszły
W języku estońskim czas przyszły nie istnieje. Przyszłość wyraża się czasem teraźniejszym.

#### Tryb rozkazujący
Tworzy się go najczęściej tematem czasownika. Przeczenia otrzymujemy po dodaniu odmiany „ära” przed czasownikiem.
| Os. | Forma czasownika | Znaczenie     | Przeczenie    |
| --- | ---------------- | ------------- | ------------- |
| Sa  | Hakka            | Zacznij       | Ära hakka     |
| Ta  | Hakaku           | Niech zacznie | Ärgu hakaku   |
| Me  | Hakakem          | Zacznijmy     | Ärgem hakakem |
| Te  | Hakake           | Zacznijcie    | Ärge hakake   |
| Nad | Hakaku           | Niech zaczną  | Ärgu hakaku   |

#### Tryb warunkowy
Tworzy się go przez dodanie „k” przed końcówką z czasu przeszłego.
| Os. | Forma czasownika | Końcówka | Znaczenie     |
| --- | ---------------- | -------- | ------------- |
| Ma  | Hakkaksin        | -ksin    | Zacząłbym     |
| Sa  | Hakkaksid        | -ksid    | Zacząłbyś     |
| Ta  | Hakkaks          | -ks      | Zacząłby      |
| Me  | Hakkaksime       | -ksime   | Zaczęlibyśmy  |
| Te  | Hakkaksite       | -ksite   | Zaczęlibyście |
| Nad | Hakkaksid        | -ksid    | Zaczęliby     |

Gramatycznie poprawnie jest również stosowanie tylko czasownika w 3 os. l.p. np.: „Ma hakkaks”.
W przeczeniu stosujemy „ei” i czasownik w 3 os. l.p.: Ma ei hakkaks.

#### Formy bezosobowe
W czasie teraźniejszym formy te mają końcówkę -takse/-dakse, a w przeszłym -ti/-di
| Forma czasownika | Końcówka | Znaczenie   |
| ---------------- | -------- | ----------- |
| Hakatakse        | -takse   | Zaczyna się |
| Hakati           | -ti      | Zaczynano   |

## Liczebniki estońskie

### Liczebniki główne
- üks – jeden
- kaks – dwa
- kolm – trzy
- neli – cztery
- viis – pięć
- kuus – sześć
- seitse – siedem
- kaheksa – osiem
- üheksa – dziewięć
- kümme – dziesięć
- üksteist – jedenaście
- kaksteist – dwanaście
- kolmteist – trzynaście
- neliteist – czternaście
- viisteist – piętnaście
- kakskümmend – dwadzieścia
- kakskümmend üks – dwadzieścia jeden
- kolmkümmend – trzydzieści
- nelikümmend – czterdzieści
- viiskümmend – pięćdziesiąt
- sada – sto
- tuhat – tysiąc

### Liczebniki porządkowe
- esimene – pierwszy
- teine – drugi
- kolmas – trzeci
- neljas – czwarty
- viies – piąty
- kuues – szósty
- seitsmes – siódmy
- kaheksas – ósmy
- üheksas – dziewiąty
- kümnes – dziesiąty
- üheteistkümnes – jedenasty
- kaheteistkümnes – dwunasty